# Wynohradne (obwód tarnopolski)
Wynohradne (ukr. Виноградне; do 1966 roku Kościelniki) – wieś na Ukrainie, w  obwodzie tarnopolskim, w rejonie czortkowskim.
W okresie międzywojennym stacjonowała w miejscowości placówka Straży Celnej „Kościelniki”.
Do 2020 w rejonie zaleszczyckim.